# 阿維圖汗
阿維圖汗(153?-453?)，是不里阿耳王侯表出現的第一個王。對他所知甚少，一般認為他是咄陸氏族始祖。
一些硏究人員宣稱他是阿提拉，但一般也認為他只是半傳説中的人物或是阿提拉祖先。